# Arciprestazgo de Jerez Norte
El Arciprestazgo de Jerez Norte, es un arciprestazgo español que está bajo la jurisdicción del Obispado de Asidonia-Jerez y está compuesto por las siguientes parroquias:

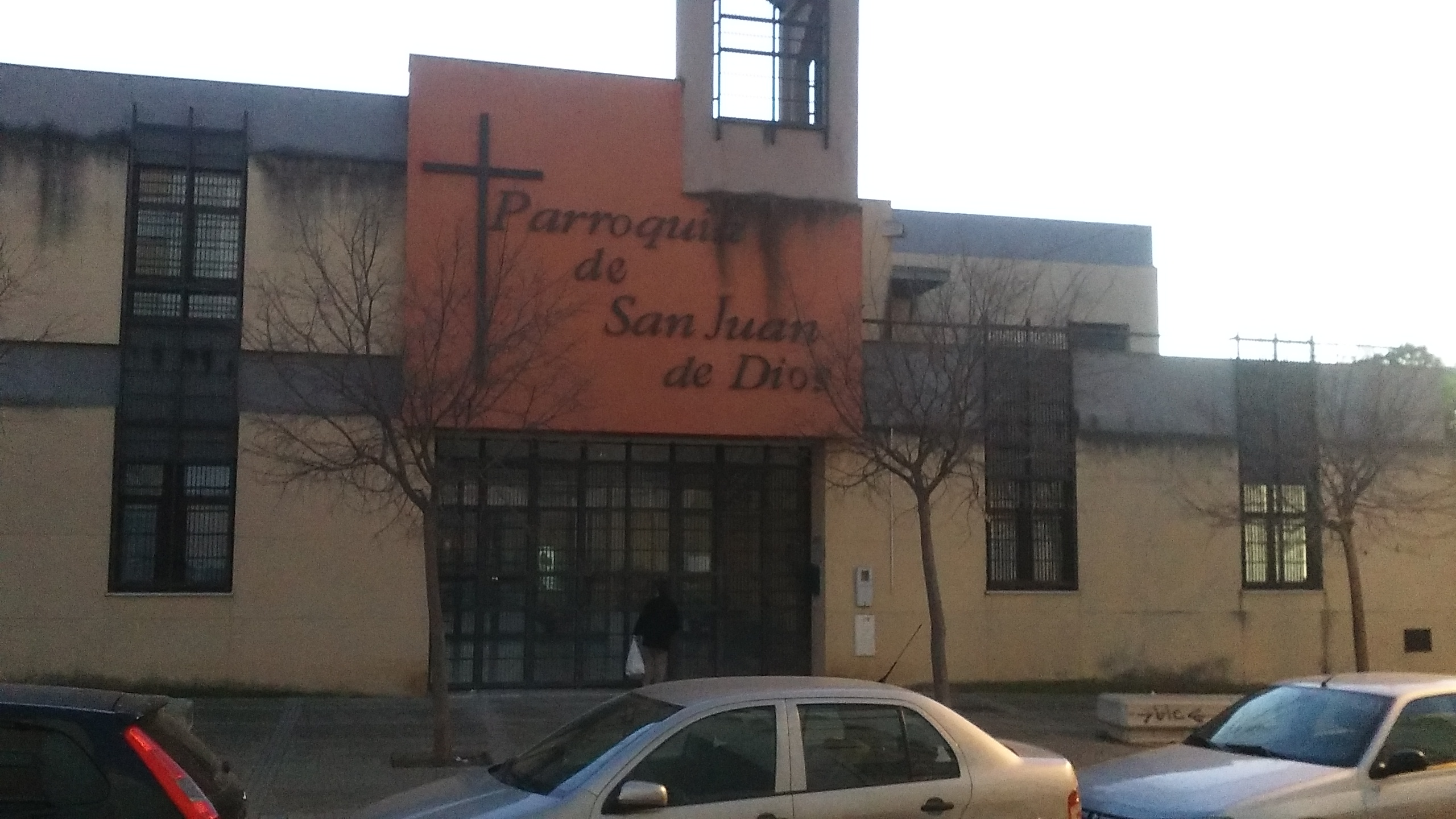
Parroquia San Juan de Dios

| Población            | Parroquia                                                                |
| -------------------- | ------------------------------------------------------------------------ |
| Jerez de la Frontera | Iglesia de Nuestra Señora del Perpetuo Socorro                           |
| Jerez de la Frontera | Iglesia de Nuestra Señora del Pilar                                      |
| Jerez de la Frontera | Iglesia de San Benito                                                    |
| Jerez de la Frontera | Iglesia de San Juan Bautista de la Salle y Nuestra Señora de la Estrella |
| Jerez de la Frontera | Iglesia de San Juan de Ávila                                             |
| Jerez de la Frontera | Iglesia de San Juan de Dios                                              |
| Jerez de la Frontera | Iglesia de Santa Ana                                                     |
| Jerez de la Frontera | Iglesia de Santiago El Real y del Refugio                                |
| Jerez de la Frontera | Iglesia de Santísimo Corpus Christi y Nuestra Señora del Desconsuelo     |